# Angelo Dibona

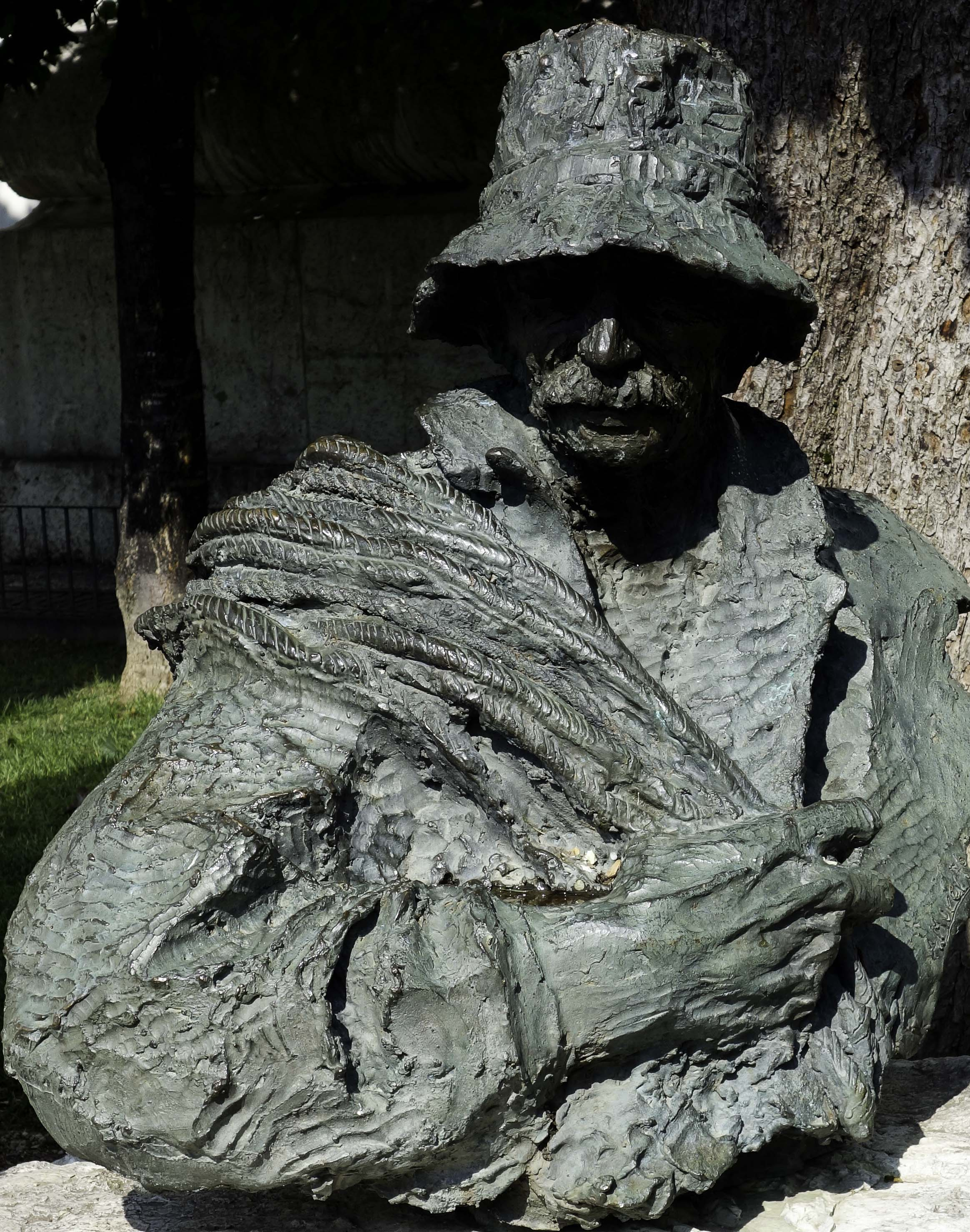
Standbeeld van Dibona

Angelo Dibona (Cortina d'Ampezzo, 7 april 1879 – 21 april 1956) was een Italiaans bergbeklimmer.
Hij werd geboren als inwoner van Oostenrijk-Hongarije en vocht in de Eerste Wereldoorlog in het Oostenrijkse leger als Kaiserjäger aan het Italiaanse front. Hij was een pionier van het bergbeklimmen in de Dolomieten en de Alpen en de Aiguille Dibona in Frankrijk en de Campanile Dibona in Italië zijn naar hem genoemd.